# CUE Records

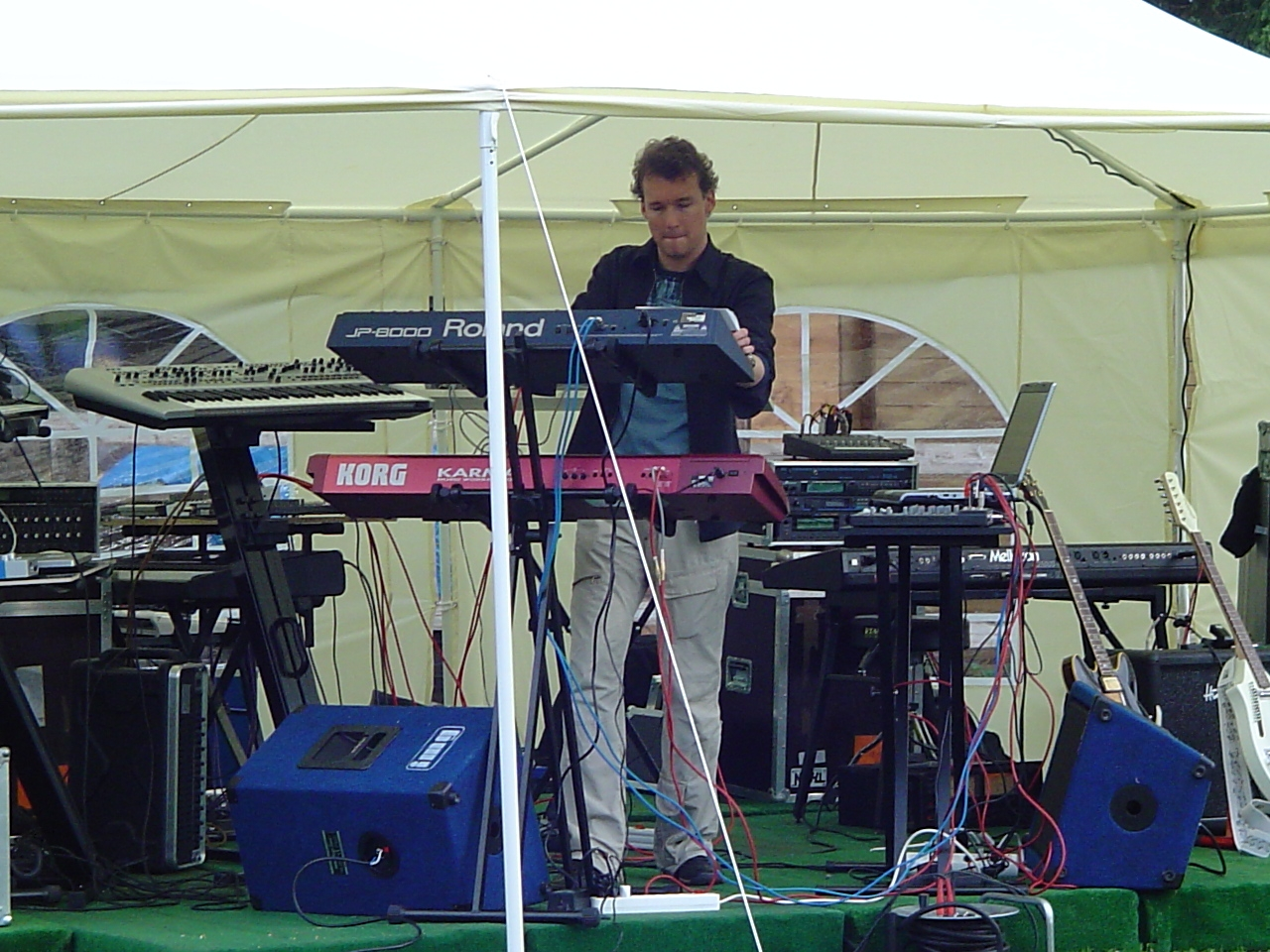
Thomas Gruberski während des Auftritts beim Open-Air-Festival im August 2005

CUE Records ist ein 1990 gegründetes deutsches Schallplattenlabel, das auf die Produktion und den Vertrieb elektronischer Musik spezialisiert ist. Es sind dort unter anderem CDs von Künstlern wie Klaus Schulze, Tangerine Dream, Jean Michel Jarre, Vangelis, Brian Eno, Kraftwerk oder auch Schiller erhältlich, ferner von zahlreichen, nur innerhalb der Szene bekannten Künstlern des Genres. Über CUE Records können außerdem die CDs der Serie „Schwingungen – Radio auf CD“ abonniert werden.
Die CDs aus dem Lieferkatalog von CUE Records können per Internet über die Webseite des Labels bestellt werden. Mindestens einmal jährlich wird auch ein Tag der offenen Tür veranstaltet, bei dem die Gelegenheit besteht, sowohl in CDs aus dem Lieferprogramm ausführlich reinzuhören, als auch sie direkt vor Ort zu erwerben. Gelegentlich wird im Sommer ein Open-Air-Festival veranstaltet, bei dem namhafte Künstler der Szene live auftreten (1998: Michael Garrison, 2005: u. a. Stefan Erbe, Keller & Schönwälder).
Inhaber des Labels ist Joerg Strawe, der bis Mitte der 1990er Jahre auch selbst elektronische Musik in einem der Berliner Schule ähnlichen Stil komponiert hatte. Sitz der Firma ist in Schleiden-Broich in der Eifel.